# Fran González
Fran, właśc. Francisco Javier González Pérez (ur. 14 lipca 1969 w Carreirze), piłkarz hiszpański, grający na pozycji lewego pomocnika. Brat Jose Frana- byłego zawodnika Deportivo La Coruña i ojciec Nico Gonzaleza- wychowanka FC Barcelony.

## Kariera klubowa
Karierę piłkarską Fran rozpoczynał w rodzinnym mieście Carreira, w tamtejszym klubie Carreira CF. W 1987 roku został zawodnikiem młodzieżowej drużyny Deportivo La Coruña, a w 1988 roku stał się członkiem pierwszego składu i wtedy też zadebiutował w Segunda División. Już w swoim pierwszym sezonie grał w wyjściowej jedenastce Deportivo, ale swój pierwszy sukces z tym klubem osiągnął dopiero w 1991 roku, kiedy wywalczył awans do Primera División. W hiszpańskiej pierwszej lidze zadebiutował 31 sierpnia w przegranym 1:2 wyjazdowym spotkaniu z Valencią. W 1992 roku utrzymał się z „Depor” w lidze, a w 1993 roku zajął 3. miejsce w La Liga, dzięki czemu wystąpił w rozgrywkach Pucharu UEFA. Stał się jedną z gwiazd drużyny obok Brazylijczyków Donato, Bebeto i Mauro Silvy oraz Serba Miroslava Đukicia, a z czasem został kapitanem klubu z Galicji. W sezonie 1993/1994 był bliski zdobycia mistrzostwa Hiszpanii, jednak zespół z La Coruñi zremisował w ostatniej kolejce z Valencią i stracił pewny triumf na rzecz Barcelony. Rok później Donato wraz z partnerami znów został wicemistrzem Hiszpanii, a także zdobył dwa trofea: Puchar Hiszpanii oraz Superpuchar Hiszpanii. Natomiast w 1997 roku zajął 3. miejsce w La Liga. Kolejny sukces Francisco osiągnął w 2000 roku, gdy swoją postawą przyczynił się do wywalczenia tytułu mistrza Hiszpanii, pierwszego w historii Deportivo. Natomiast w dwóch kolejnych latach zostawał wicemistrzem Primera División, a w 2003 roku zajął 3. miejsce. W 2004 roku powtórzył osiągnięcie sprzed roku, a w 2005 roku Deportivo zajęło 8. pozycję.
Po sezonie Fran zakończył piłkarską karierę. W Deportivo spędził 17 sezonów i wystąpił 435 ligowych meczach, w których zdobył 44 bramki. Jest rekordzistą pod względem występów w tym klubie.
| Sezon   | Klub                | Kraj      | Rozgrywki        | Mecze | Bramki |
| ------- | ------------------- | --------- | ---------------- | ----- | ------ |
| 1988/89 | Deportivo La Coruña | Hiszpania | Segunda División | 37    | 1      |
| 1989/90 | Deportivo La Coruña | Hiszpania | Segunda División | 36    | 5      |
| 1990/91 | Deportivo La Coruña | Hiszpania | Segunda División | 37    | 7      |
| 1991/92 | Deportivo La Coruña | Hiszpania | Primera División | 38    | 3      |
| 1992/93 | Deportivo La Coruña | Hiszpania | Primera División | 38    | 7      |
| 1993/94 | Deportivo La Coruña | Hiszpania | Primera División | 37    | 0      |
| 1994/95 | Deportivo La Coruña | Hiszpania | Primera División | 36    | 7      |
| 1995/96 | Deportivo La Coruña | Hiszpania | Primera División | 33    | 3      |
| 1996/97 | Deportivo La Coruña | Hiszpania | Primera División | 25    | 0      |
| 1997/98 | Deportivo La Coruña | Hiszpania | Primera División | 35    | 4      |
| 1998/99 | Deportivo La Coruña | Hiszpania | Primera División | 32    | 6      |
| 1999/00 | Deportivo La Coruña | Hiszpania | Primera División | 21    | 1      |
| 2000/01 | Deportivo La Coruña | Hiszpania | Primera División | 27    | 2      |
| 2001/02 | Deportivo La Coruña | Hiszpania | Primera División | 24    | 5      |
| 2002/03 | Deportivo La Coruña | Hiszpania | Primera División | 28    | 1      |
| 2003/04 | Deportivo La Coruña | Hiszpania | Primera División | 31    | 1      |
| 2004/05 | Deportivo La Coruña | Hiszpania | Primera División | 29    | 1      |

## Kariera reprezentacyjna
W reprezentacji Hiszpanii Fran zadebiutował 27 stycznia 1993 w zremisowanym 1:1 towarzyskim spotkaniu z Meksykem. W 2000 roku został powołany przez José Antonio Camacho do kadry na Euro 2000. Tam wystąpił w dwóch spotkaniach grupowych przegranym 0:1 z Norwegią i wygranym 4:3 z Jugosławią (był to jego ostatni mecz w reprezentacji). W kadrze narodowej wystąpił łącznie w 16 spotkaniach i strzelił 2 gole.